# Gabriel Gascon
Pour les articles homonymes, voir Gascon.
Gabriel Gascon, né à Montréal le 8 janvier 1927 et mort  le 30 mai 2018 dans la même ville, est un acteur québécois.

## Biographie
Gabriel Gascon fit ses études classiques au Collège de Montréal entre 1941 et 1944. Pendant ces années il fit également des études en art dramatique avec Eleonor Stuart. Il commence sa carrière avec la troupe des Compagnons de Saint-Laurent animée par le père Émile Legault qui fut son professeur en 1949.  En 1951, il participe au tout premier spectacle du Théâtre du Nouveau Monde, dont son frère Jean est un des fondateurs.  Pour la télévision, il est également le premier interprète du personnage d'Alexis Labranche dans la série Les Belles Histoires des pays d'en haut, rôle qu'il incarne de 1956 à 1965.
En 1965, il s'installe en France où il réside jusqu'au début des années 1980.  Outre sa participation à de nombreuses productions théâtrales, il tourne notamment dans Sous le signe de Monte-Cristo d' André Hunebelle, dans lequel Gabriel Gascon incarne Louis, le père de Claude Jade, dans Les Camisards de René Allio, La Menace d'Alain Corneau, La Vocation suspendue et L'Hypothèse du tableau volé de Raoul Ruiz.
Au début des années 1980, Gascon revient au Québec.  Pendant les années 1990, il fait régulièrement équipe avec le metteur-en-scène de théâtre Denis Marleau, notamment pour La Dernière bande de Samuel Beckett et Maîtres anciens de Thomas Bernhard. 
En 2012, la cinéaste Sylvie Groulx, une nièce de Gabriel Gascon,  réalise un portrait intimiste de son oncle intitulé La Passion selon Gabriel.
Il meurt à l'âge de 91 ans, le 30 mai 2018.

### Vie privée
Il est le frère de Jean Gascon comédien  et François Gascon régisseur  télé .

## Filmographie
- 1952 : Étienne Brûlé gibier de potence : Janedo
- 1954 : 14, rue de Galais (série télévisée) : Thomas Bédard
- 1956 - 1965 : Les Belles Histoires des pays d'en haut (série télévisée) : Alexis Labranche (1e)
- 1960 : Walk Down Any Street
- 1963 : Ti-Jean caribou (série télévisée)
- 1966 : Corsaires et Flibustiers (série télévisée)
- 1967 : Si j'étais un espion
- 1967 : Les Enquêtes du commissaire Maigret de Claude Barma, épisode : Cécile est morte TV
- 1967 : Les Chevaliers du ciel (série télévisée) : Louis Gagnon (1967)
- 1968 : L'Éventail de Séville (série télévisée) : Le jésuite
- 1968 : Sous le signe de Monte-Cristo : le père de Linda
- 1968 : Le Sergent (The Sergeant) de John Flynn : le beau-frère de Solange
- 1969 : Agence Intérim (épisode "Séducteur"), série télévisée de Marcel Moussy et Pierre Neurisse : Barthélémy
- 1970 : La Légende de Bas-de-Cuir (Die Lederstrumpferzählungen) (feuilleton TV, épisode 4) : Dr. Odeb Battius / Odeb Batt
- 1972 : Les Camisards : Capitaine Alexandre Poul
- 1973 : L'Éloignement (série télévisée) : Schroeter
- 1973 : Byron libérateur de la Grèce ou Le jardin des héros (TV) : Capt. Scott
- 1973 : Les Nouvelles Aventures de Vidocq (série télévisée) (épisodes 7-13) : le mendiant (1973)
- 1975 : La Cloche tibétaine (feuilleton TV) : Le médecin de Georges-Marie Haardt
- 1977 : La Menace : Pannequin
- 1977 : L'Hypothèse du tableau volé : le visiteur-narrateur (voix off)
- 1982 - 1985 : Les Moineau et les Pinson (série télévisée) : Pierre-Paul Pinson
- 1983 : Lucien Brouillard
- 1983 : Bonheur d'occasion : Cure
- 1989 : Sous les draps, les étoiles
- 1989 : La Misère des riches (feuilleton TV)
- 1992 : La Vie fantôme : Lautier
- 1992 : Montréal ville ouverte (feuilleton TV) : Army officer
- 1992 : Montréal P.Q. (série télévisée) : Achille
- 1993 : Cap Tourmente : Monsieur Simon
- 1993 : Matusalem : Captain Monbars
- 1994 : Mrs. Parker and the Vicious Circle : Georges Attends
- 1995 : Zora, téléfilm de Richard Colla  : Docteur Paris
- 1995 : Les Grands Procès (TV) : Juge Canon
- 1996 : Le Silence des fusils : Pere Philbert
- 1996 : Cosmos : Crépuscule
- 1997 : Les Mille Merveilles de l'univers : Marshal Vega
- 1998 : Sucre amer : Le président
- 1998 : Le Lépidoptère : Théodore Moussaly / narrator
- 1998 : My Interactive TV (TV) : The narrator
- 2000 : Haute surveillance (série télévisée) : Robert Legault
- 2000 : Chartrand et Simonne (série télévisée) : Louis Chartrand
- 2000 : Nuremberg (feuilleton TV) : Großadmiral Erich Raeder
- 2000 : Possible Worlds : Kleber / Doctor
- 2001 : Mariages : Chanteur
- 2002 : Looking for Leonard : Martin
- 2002 : Le Marais
- 2002 : Au fil de l'eau : Bernard
- 2006 : Le Guide de la petite vengeance : Vendôme
- 2008 : Le Mur d'Adam : Rabbi Levy
- 2012 : Mars et Avril : Arlequin

## Théâtre
- 1973 : Le Quichotte Chevalier d'errance d'après Miguel de Cervantès, mise en scène Gabriel Garran, Festival d'Avignon, Théâtre Gérard Philipe
- 1976 : Comme il vous plaira de William Shakespeare, mise en scène Benno Besson, Festival d'Avignon
- 1978 : La Thébaïde de Racine, mise en scène Jean-Claude Fall, Nouveau Carré Silvia Monfort
- 1986 : Tête-à-tête de Ralph Burdman, mise en scène : Jean-Louis Roux.
- 1990 : Les Femmes savantes de Molière, mise en scène : Lorraine Pintal.
- 1993 : Les Meilleurs amis de Hugh Whitemore, mise en scène de Jean Faucher.
- 1995 : Maitres Anciens d'après le roman de Thomas Bernhard, mise en scène : Denis Marleau.
- 1996 : La Compagnie des hommes d'Edward Bond, mise en scène : Lorraine Pintal.
- 1998 : Mort accidentelle d'un anarchiste de Dario Fo, mise en scène : Denise Agiman
- 1999 : L'Ombre d'un doute de Michel Laprise, mise en scène : Michel Laprise
- 2001 : Intérieur de Maurice Maeterlinck, mise en scène : Denis Marleau.
- 2003 : Œdipe à Colone de Sophocle, mise en scène : Jean-Pierre Ronfard.
- 2003 : La Dernière Bande, pièce en un acte de Samuel Beckett, avec un seul personnage, mise en scène Denis Marleau, Théâtre de la Cité internationale